# Bloc républicain (Bénin)
Le Bloc républicain (abrégé en BR) est un parti politique au Bénin dirigé par Abdoulaye Bio Tchané.
Aux élections législatives béninoises de 2019, il arrive second en remportant 36 siège sur 83 à l'Assemblée nationale. Il est allié au président Patrice Talon avec l'Union progressiste, le parti majoritaire et seul autre présent à l'Assemblée nationale,.

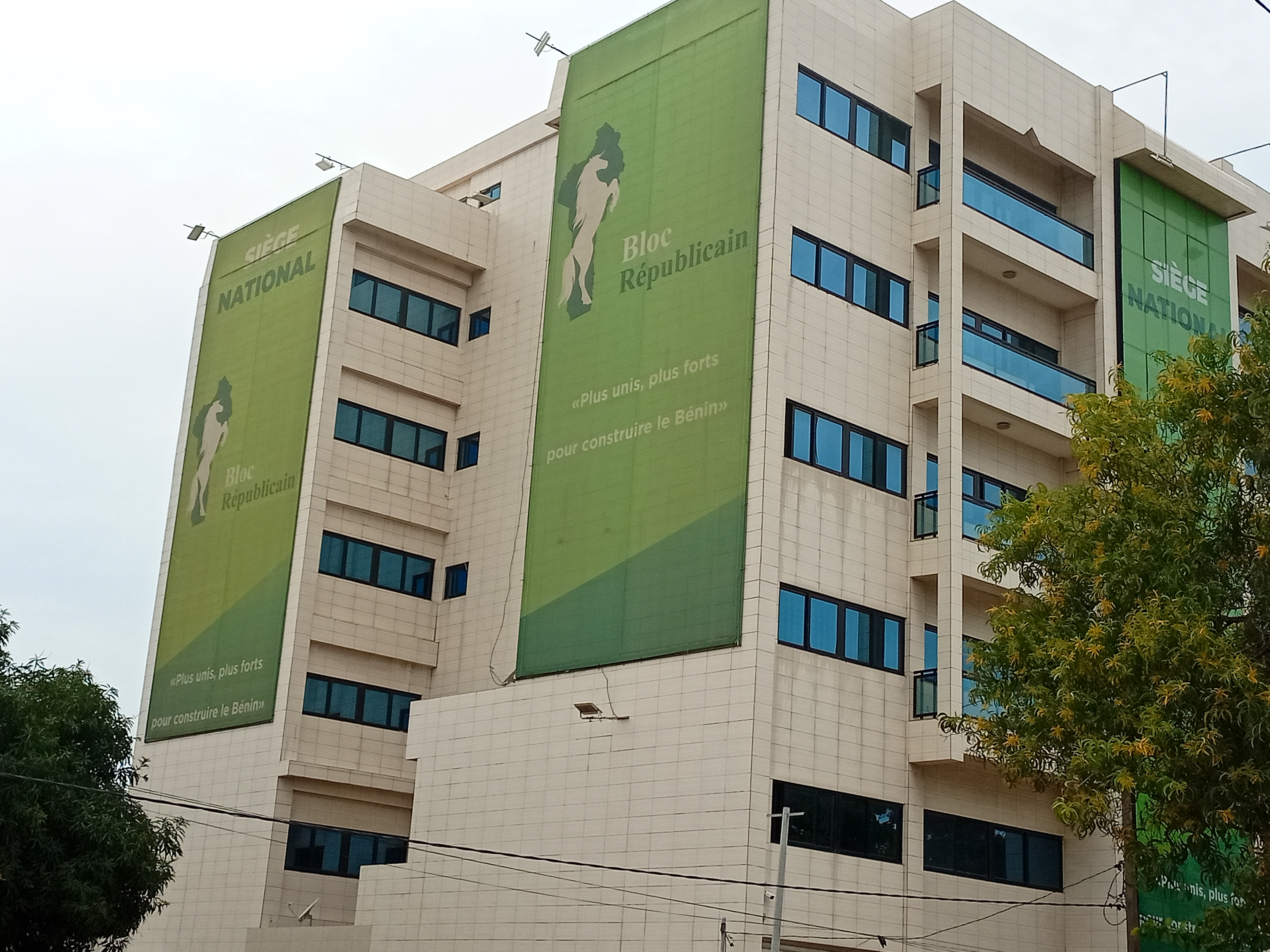
Siège national du parti.

## Résultats

### Élections législatives
| Année | Voix    | %     | Rang | Élus     | +/- |
| ----- | ------- | ----- | ---- | -------- | --- |
| 2019  |         |       | 2de  | 36 / 83  | Nv  |
| 2023  | 724 240 | 29,23 | 2de  | 28 / 109 | 8   |

### Élections municipales
| Année | Voix    | %     | Rang | Élus       |
| ----- | ------- | ----- | ---- | ---------- |
| 2020  | 930 247 | 37,38 | 2de  | 683 / 1815 |